# Diplotaxis fausse roquette
Diplotaxis erucoides
Espèce
Classification phylogénétique
Le Diplotaxis fausse roquette (Diplotaxis erucoides), appelé aussi Roquette blanche ou Fausse roquette, est une espèce de plantes à fleurs appartenant à la famille des Brassicacées (ou Crucifères). Surtout répandue en Méditerranée occidentale où elle  tapisse le sol de ses fleurs blanches, cette adventice des cultures (des vignes notamment) présente la particularité de fleurir abondamment en hiver. La comparaison avec la roquette, outre le fait qu'il s'agisse de deux brassicacées assez proches, est liée à la forme des feuilles pennatilobées.
Sous-espèce : Diplotaxis erucoides (L.) DC. subsp. erucoides.

## Écologie et habitat
Plante annuelle surtout présente au nord du bassin méditerranéen, de l'Espagne à l'Italie, appréciant les sols argileux, de préférence calcaires, qui se développe notamment parmi les vignes et les vergers, mais aussi sur les terrains vagues autrefois cultivés. Elle peut fleurir presque toute l'année, mais se remarque surtout en hiver, formant souvent des tapis blancs autour des souches et des arbres. Plante mellifère.

## Description

### Morphologie générale et végétative
Plante herbacée à tige érigée, d'une hauteur comprise entre 15 et 50 cm. Tige à poils appliqués, souvent de couleur jaunâtre à rougeâtre. Nombreuses feuilles basales en rosette, longues, pennatifides à segments légèrement dentés, à nervure centrale blanche nettement marquée. Feuilles caulinaires plus rares, engainant plus ou moins la tige et tombant rapidement.

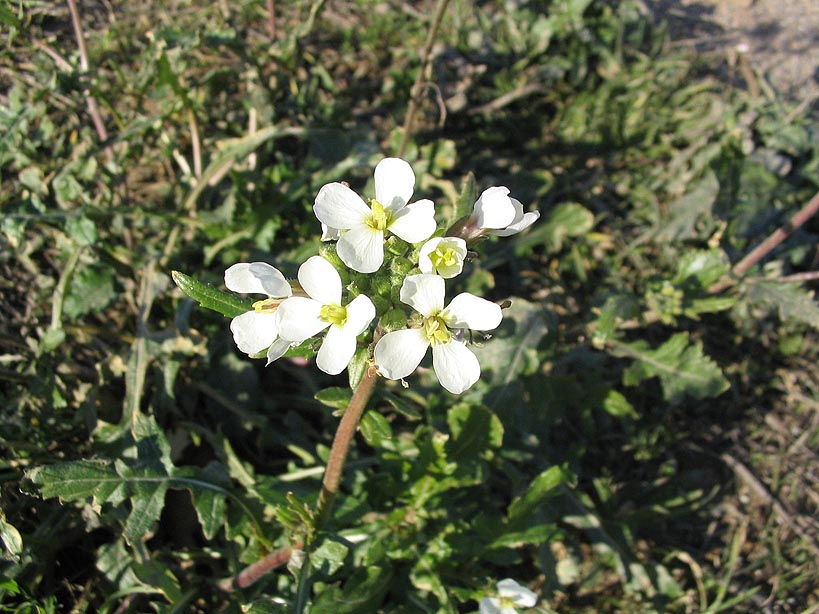
Fleurs et feuilles

### Morphologie florale
Sexualité : hermaphrodite
Inflorescence : Fleurs de 10 à 15 mm, groupées en racèmes assez denses à l'extrémité des tiges.
Couleur de fleur : de couleur blanche, les quatre pétales sont parfois maculés ou striés de violet, à disposition distinctive, cruciforme. Calice violacé à quatre dents. Périanthe hétérochlamyde. 
Pollinisation : entomogame (abeilles notamment).
Les fleurs sont légèrement odorantes.

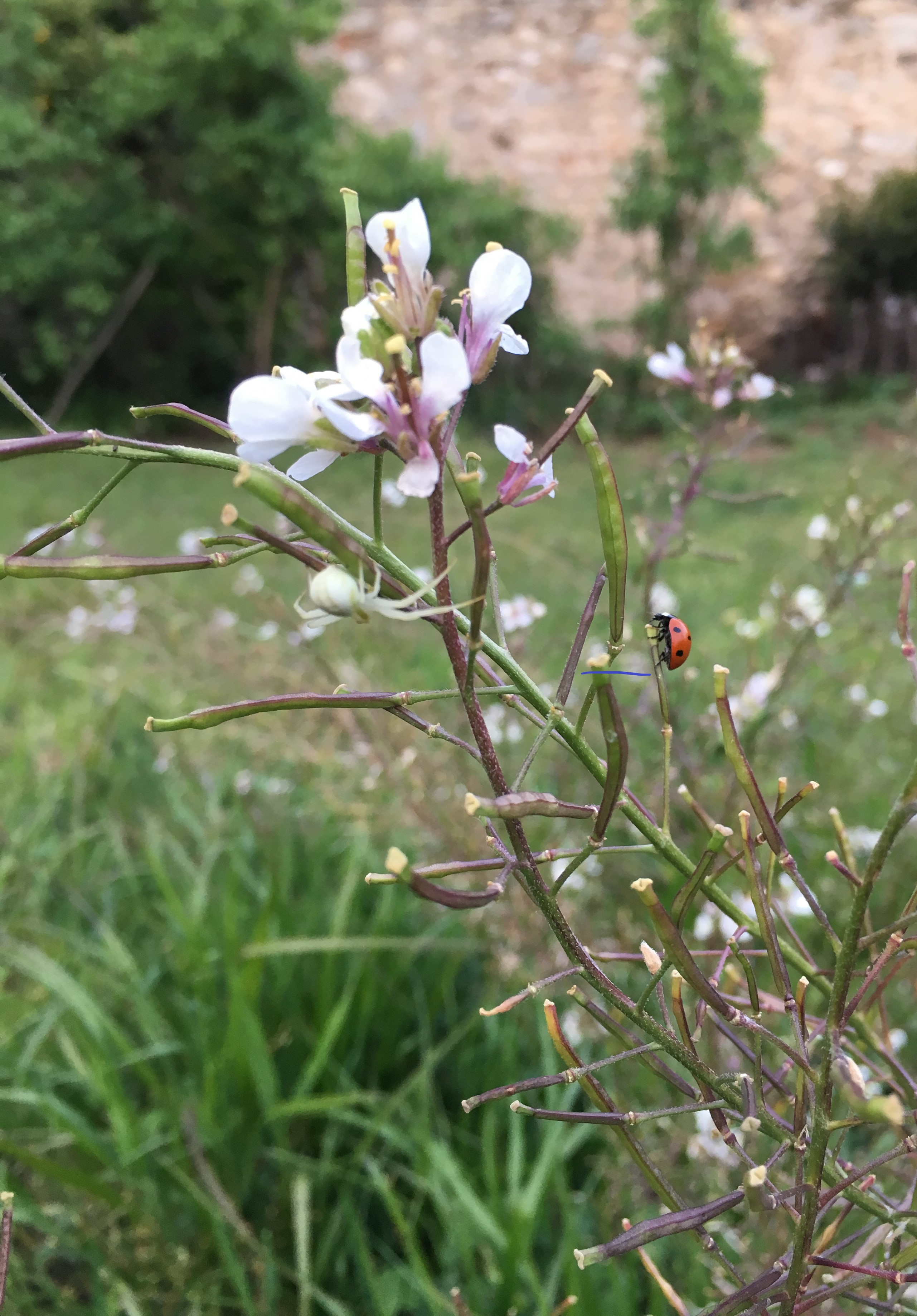
Fleurs et fruits.

### Fruit et graines
Les fruits sont des siliques dressées dont la longueur peut dépasser 4 cm.  
Ils sont aplatis, mais bosselés par les deux rangées de graines caractéristiques du genre Diplotaxis. 
Dissémination : Barochore.

## Usages
Culinaires : comestible, la roquette sauvage est plus épicée que la roquette cultivée Eruca sativa qui se prépare en salades.[Quoi ?]
Elle a un usage médicinal en France.